# Claude-Louis Fourmont
Claude-Louis Fourmont, född 1703 i Cormeilles-en-Parisis, död 1780, var en fransk orientalist och arkeolog. Han var brorson till Étienne och Michel Fourmont.
Fourmont vistades flera år i Kairo och utgav Description des plaines d'Héliopolis et de Memphis (1755) samt bemödade sig att skaffa medel till publicerande av farbroderns efterlämnade manuskript, men misslyckades och dog i fattigdom.